# Campeonato Goiano Segunda Divisão 2021
In 2021 werd het 50ste Campeonato Goiano Segunda Divisão gespeeld voor clubs uit de Braziliaanse staat Goiás. De competitie werd georganiseerd door de FGF en werd gespeeld van 2 oktober tot 28 november. Goiatuba werd kampioen. 
Novo Horizonte trok zich voor het tweede jaar op rij terug en mocht volgend jaar niet meer in de Segunda Divisão aantreden. 

## Eindstand
| Plaats | Club      | Wed. | W | G | V  | Saldo | Ptn. |
| ------ | --------- | ---- | - | - | -- | ----- | ---- |
| 1.     | Goiatuba  | 10   | 7 | 1 | 2  | 15:5  | 22   |
| 2.     | Morrinhos | 10   | 6 | 2 | 2  | 14:7  | 20   |
| 3.     | Inhumas   | 10   | 5 | 2 | 3  | 14:6  | 17   |
| 4.     | Anapolina | 10   | 4 | 1 | 5  | 17:14 | 13   |
| 5.     | Goiânia   | 10   | 3 | 4 | 3  | 12:9  | 13   |
| 6.     | Aparecida | 10   | 0 | 0 | 10 | 4:35  | 0    |

|  | Promotie naar Campeonato Goiano 2022 |

### Kampioen
| Campeonato Goiano de 2021 - Segunda Divisão |
| Goias                                       |
| ------------------------------------------- |
| GOIATUBA Kampioen (3° titel)                |